# Emily Roberts
Emily Roberts (Amburgo, 21 maggio 1993) è una cantante tedesca.

## Biografia
Emily Roberts ha iniziato a scrivere le sue primi canzoni con la sua chitarra all'età di 15 anni. Il suo primo EP, Lion's Heart, è uscito nel 2015, e si è fatta conoscere prendendo parte a uno spot natalizio per un supermercato nel 2016 con la sua canzone Santaclara. Nel 2018 ha pubblicato il suo album di debutto, Crying over Spilled Milk.
È salita alla ribalta nel 2019 con il singolo Bittersweet Symphony, cover del noto brano del gruppo The Verve realizzata in collaborazione con Gamper & Dadoni, che ha ottenuto un disco d'oro in Germania e uno in Austria.
Nel 2022 Emily Roberts è stata selezionata dall'emittente pubblica NDR per partecipare a Germany 12 Points, il programma di selezione del rappresentante della Germania all'Eurovision Song Contest, con l'inedito Soap.

## Discografia

### Album in studio
- 2018 – Crying over Spilled Milk

### EP
- 2015 – Lion's Heart
- 2021 – 4-Chord Songs from My Garage

### Singoli
- 2015 – Lion's Heart
- 2016 – Santaclara
- 2017 – Cabin in the Woods
- 2017 – Girls in the Club
- 2019 – In This Together (con Pyke & Muñoz e Stengaard)
- 2021 – Fight in Ikea
- 2021 – Britney 2007
- 2021 – I Don't Owe You Shit
- 2021 – Boys That Look like You
- 2022 – Dinosaurs
- 2022 – Soap
- 2022 – Thank You for Leaving
- 2022 – Bye Bye
- 2024 – Heaven & Hell & Love & Hate
- 2024 – Healing

#### Come artista ospite
- 2019 – Bittersweet Symphony (Gamper & Dadoni feat. Emily Roberts)
- 2021 – Little Bit of Love (Remix) (Tom Grennan feat. Emily Roberts)
- 2021 – Kids (Noëp feat. Emily Roberts)
- 2022 – It All Comes Back to You (Shawn Hook feat. Emily Roberts)